# Gary Naysmith
Gary Andrew Naysmith (Edimburgo, 16 novembre 1978) è un allenatore di calcio ed ex calciatore scozzese, di ruolo terzino sinistro, tecnico dello Stenhousemuir.

## Palmarès

### Giocatore

#### Competizioni nazionali
- Coppa di Scozia: 1

Hearts: 1997-1998
- Scottish League Two: 1

East Fife: 2015-2016

#### Individuale
- Miglior giovane dell'anno della SPFA: 1

1997-1998

### Allenatore

#### Competizioni nazionali
- Scottish League Two: 2

East Fife: 2015-2016
Stenhousemuir: 2023-2024